# كفر عزام
قرية كفر عزام هي إحدى القرى التابعة لمركز السنبلاوين في محافظة الدقهلية في جمهورية مصر العربية. حسب إحصاءات سنة 2006، بلغ إجمالي السكان في كفر عزام 4175 نسمة، منهم 2100 رجل و2075 امرأة.

## التاريخ
قرية كفر عزام من القرى القديمة، حيث وردت باسم «الصاني» في أعمال الشرقية ضمن قرى الروك الصلاحي التي أحصاها ابن مماتي في كتاب قوانين الدواوين، كما وردت باسم «الصاني» في أعمال الشرقية ضمن قرى الروك الناصري التي أحصاها ابن الجيعان في كتاب «التحفة السنية بأسماء البلاد المصرية». وفي العصر العثماني وردت باسم «الصاني» في التربيع العثماني الذي أجراه الوالي العثماني سليمان باشا الخادم في عصر السلطان العثماني سليمان القانوني ضمن قرى ولاية الدقهلية، وفي تاريخ 1228هـ/1813م الذي عدّ قرى مصر بعد المسح الذي قام به محمد علي باشا باسم «كفر عزام» ضمن قرى مديرية الدقهلية.